# Championnat des provinces néo-zélandaises de rugby à XV 2006
Navigation
2005 2007
Le Championnat des provinces néo-zélandaises de rugby à XV 2006 (ou officiellement 2006 Air New Zealand Cup) est une compétition de rugby à XV entre quatorze équipes représentant des provinces de Nouvelle-Zélande, c'est la 31e édition du Championnat des provinces néo-zélandaises (ou National Provincial Championship), ainsi que la 1re édition depuis la réforme et le passage au professionnalisme.

## Contexte et bilan de la saison
C'est Auckland qui a remporté l'édition précédente.
L'édition 2006 est la première avec quatorze équipes, dont quatre équipes qui ont rejoint l'élite : Hawke's Bay Rugby Union, Counties Manukau Rugby Union, Manawatu Rugby Union et la Tasman Rugby Union.
La compétition est remportée par Waikato qui s'impose 37 à 31 en finale contre Wellington, ils n'avaient plus remporté de championnat depuis 1992.
Richard Kahui est nommé joueur de la saison.

## Présentation

### Réforme et plafond salarial
En 2006, une profonde réforme a séparé les équipes professionnelles des équipes amateures. Les 14 premières ont été regroupées dans une compétition appelée Air New Zealand Cup du nom du sponsor principal. À ce moment, le nom de National Provincial Championship a cessé d'être utilisé. Les dix équipes qui participaient en 2005 au NPC ont été intégrées à la nouvelle compétition en compagnie de quatre équipes de deuxième division : Hawke's Bay, Counties Manukau, Manawatu, ainsi que Tasman, équipe née de la fusion des deux comités régionaux de Marlborough et Nelson Bay. Les douze autres équipes ont été regroupées dans un championnat amateur, le Heartland Championship.
Le 3 juin, la proposition de la mise en place d'un plafond salarial par la NZRU est acceptée. Cette règle est ajoutée pour répartir le vivier de talents de manière équitable entre les 14 équipes. Il s'applique pour une durée de six ans, tout en étant réexaminé au bout de cinq ans.

### Format
Lors de cette saison, le format très complexe de la compétition comprend un premier tour dans lequel les 14 équipes sont réparties dans deux groupes de 7. Les 14 équipes disputent 7 journées lors de ce premier tour, une équipe de chaque poule est exempt par journée. Les trois premiers de chaque groupe se qualifient pour un second tour, et sont réunis dans une même poule, tout en conservant les points acquis contre les autres qualifiés de leur groupe et affrontent les trois autres équipes. Ces six équipes sont directement qualifiées pour les quarts de finale, par ailleurs, les quatre premiers reçoivent lors de ce quart. Deux groupes de repêchage sont mis en place pour les équipes placées entre la quatrième et la dernière place des deux groupes, les deux équipes terminant premier de ces groupes de repêchage se qualifient pour les quarts de finale. 
Toutefois, cette édition est la seule comportant ce format, car pour la saison suivante, la fédération abandonne ce système incompréhensible et revient à une poule unique de 14 équipes, avec seulement 10 matches. Les huit premiers se qualifiant pour les quarts de finale.

## Compétition

### Premier tour

#### Classement final du1ertour

##### Poule A
| Rang | Équipe        | J | V | N | D | Pm  | Pe  | Diff | PB | Pts |
| ---- | ------------- | - | - | - | - | --- | --- | ---- | -- | --- |
| 1    | Auckland      | 6 | 5 | 0 | 1 | 195 | 63  | +132 | 5  | 25  |
| 2    | North Harbour | 6 | 5 | 0 | 1 | 142 | 92  | +50  | 3  | 23  |
| 3    | Wellington    | 6 | 5 | 0 | 1 | 121 | 90  | +31  | 1  | 21  |
| 4    | Bay of Plenty | 6 | 3 | 0 | 3 | 116 | 129 | -37  | 1  | 13  |
| 5    | Taranaki      | 6 | 2 | 0 | 4 | 86  | 128 | -42  | 1  | 9   |
| 6    | Tasman        | 6 | 1 | 0 | 5 | 133 | 163 | -30  | 4  | 8   |
| 7    | Manawatu      | 6 | 0 | 0 | 6 | 46  | 174 | -128 | 1  | 1   | Auckland, North Harbour et Wellington sont donc les trois équipes de la Poule A qualifiées pour la poule du Top 6 en second tour, ainsi que directement en quart de finale. Les quatre autres équipes sont réparties dans les deux poules de repêchage du second tour.
|  | Qualifié dans le Top 6 pour le deuxième tour |

##### Poule B
| Rang | Équipe           | J | V | N | D | Pm  | Pe  | Diff | PB | Pts |
| ---- | ---------------- | - | - | - | - | --- | --- | ---- | -- | --- |
| 1    | Waikato          | 6 | 5 | 0 | 1 | 187 | 124 | +63  | 4  | 24  |
| 2    | Canterbury       | 6 | 5 | 0 | 1 | 170 | 87  | +93  | 3  | 23  |
| 3    | Otago            | 6 | 5 | 0 | 1 | 153 | 76  | +77  | 3  | 23  |
| 4    | Southland        | 6 | 2 | 0 | 4 | 88  | 123 | -35  | 2  | 10  |
| 5    | Counties Manukau | 6 | 1 | 0 | 5 | 130 | 158 | -28  | 5  | 9   |
| 6    | Hawke's Bay      | 6 | 1 | 1 | 4 | 109 | 192 | -83  | 2  | 8   |
| 7    | Northland        | 6 | 1 | 1 | 4 | 104 | 181 | -77  | 0  | 6   | Waikato, Canterbury et Otago sont donc les trois équipes de la Poule A qualifiées pour la poule du Top 6 en second tour, ainsi que directement en quart de finale. Les quatre autres équipes sont réparties dans les deux poules de repêchage du second tour.
|  | Qualifié dans le Top 6 pour le deuxième tour |

Code
- J : matchs joués
- V : victoire
- N : match nul
- D : défaite
- Pm : points marqués
- Pe : points encaissés
- PB : bonus

### Deuxième tour

#### Classement du Top 6
Les équipes gardent leurs points remportés durant le premier tour et disputent trois rencontres contre les équipes qui ne font pas partie de leur poule lors du premier tour. 
| Rang | Équipe        | J | V | N | D | Pm  | Pe  | Diff | PB | Pts |
| ---- | ------------- | - | - | - | - | --- | --- | ---- | -- | --- |
| 1    | Waikato       | 9 | 7 | 1 | 1 | 277 | 182 | +95  | 6  | 36  |
| 2    | Auckland      | 9 | 6 | 1 | 2 | 287 | 119 | +168 | 8  | 34  |
| 3    | North Harbour | 9 | 7 | 0 | 2 | 206 | 158 | +48  | 3  | 31  |
| 4    | Wellington    | 9 | 7 | 1 | 1 | 189 | 165 | +24  | 1  | 29  |
| 5    | Canterbury    | 9 | 6 | 0 | 3 | 238 | 156 | +82  | 5  | 29  |
| 6    | Otago         | 9 | 5 | 0 | 4 | 192 | 173 | +19  | 4  | 24  | Waikato, Auckland, North Harbour et Wellington terminent aux quatre premières places et sont les équipes qui jouent à domicile lors des quarts de finale, Canterbury et Otago se déplacent donc. Waikato et Auckland possèdent également l'avantage de recevoir en demi-finale s'ils se qualifient pour cette échéance.
|  | Reçoit en quart de finale |

#### Classement poules de repêchage
Les équipes disputent trois rencontres entre eux, contrairement à la poule du Top 6, le classement est remis à 0 point pour tous. Le premier se qualifie en quart de finale à l'extérieur contre l'une des deux premières équipes de la poule du Top 6.

##### Poule A
| Rang | Équipe           | J | V | N | D | Pm  | Pe | Diff | PB | Pts |
| ---- | ---------------- | - | - | - | - | --- | -- | ---- | -- | --- |
| 1    | Bay of Plenty    | 3 | 3 | 0 | 0 | 100 | 34 | +66  | 2  | 14  |
| 2    | Hawke's Bay      | 3 | 2 | 0 | 1 | 63  | 74 | -11  | 1  | 9   |
| 3    | Counties Manukau | 3 | 0 | 1 | 2 | 65  | 93 | -28  | 3  | 5   |
| 4    | Manawatu         | 3 | 0 | 1 | 2 | 51  | 78 | -27  | 0  | 2   | Bay of Plenty remporte ses trois rencontres, termine premier de la poule A, et se qualifie en quart de finale pour affronter Auckland à l'Eden Park.
|  | Qualifié en quart de finale |

##### Poule B
| Rang | Équipe    | J | V | N | D | Pm | Pe | Diff | PB | Pts |
| ---- | --------- | - | - | - | - | -- | -- | ---- | -- | --- |
| 1    | Southland | 3 | 2 | 0 | 1 | 55 | 50 | +5   | 1  | 9   |
| 2    | Northland | 3 | 2 | 0 | 1 | 57 | 85 | -28  | 0  | 8   |
| 3    | Taranaki  | 3 | 1 | 0 | 2 | 76 | 60 | +16  | 3  | 7   |
| 4    | Tasman    | 3 | 1 | 0 | 2 | 87 | 80 | +7   | 1  | 5   | Southland termine premier de la poule B et rencontre Waikato en quart de finale au Waikato Stadium.
|  | Qualifié en quart de finale |

### Phases finales

#### Dates des rencontres
- Quarts de finale : 6-8 octobre
- Demi-finales : 13-14 octobre
- Finale : 21 octobre

|  | Quarts de finale | Quarts de finale |          |    | Demi-finales | Demi-finales |  |  | Finale | Finale |
|  | Quarts de finale | Quarts de finale |          |    | Demi-finales | Demi-finales |  |  | Finale | Finale |
|  |                  |                  |          |    |              |              |  |  |        |        |
|  |                  |                  |          |    |              |              |  |  |        |        |
|  |                  |                  |          |    |              |              |  |  |        |        |
|  | Wellington       | 36               |          |    |              |              |  |  |        |        |
|  | Wellington       | 36               |          |    |              |              |  |  |        |        |
|  | Canterbury       | 23               |          |    |              |              |  |  |        |        |
|  | Canterbury       | 23               | Auckland | 15 |              |              |  |  |        |        |
|  |                  |                  | Auckland | 15 |              |              |  |  |        |        |
|  |                  | Wellington       | 30       |    |              |              |  |  |        |        |
|  | Auckland         | Wellington       | 30       | 46 |              |              |  |  |        |        |
|  | Auckland         |                  |          | 46 |              |              |  |  |        |        |
|  | Bay of Plenty    | 14               |          |    |              |              |  |  |        |        |
|  | Bay of Plenty    | 14               | Waikato  | 37 |              |              |  |  |        |        |
|  |                  |                  | Waikato  | 37 |              |              |  |  |        |        |
|  |                  | Wellington       | 31       |    |              |              |  |  |        |        |
|  | Waikato          | Wellington       | 31       | 24 |              |              |  |  |        |        |
|  | Waikato          |                  |          | 24 |              |              |  |  |        |        |
|  | Southland        | 12               |          |    |              |              |  |  |        |        |
|  | Southland        | 12               | Waikato  | 44 |              |              |  |  |        |        |
|  |                  |                  | Waikato  | 44 |              |              |  |  |        |        |
|  |                  | Otago            | 15       |    |              |              |  |  |        |        |
|  | North Harbour    | Otago            | 15       | 21 |              |              |  |  |        |        |
|  | North Harbour    |                  |          | 21 |              |              |  |  |        |        |
|  | Otago            | 56               |          |    |              |              |  |  |        |        |
|  | Otago            | 56               |          |    |              |              |  |  |        |        |

### Résumé de la finale
| 21 octobre 2006 22h00 | Waikato | 37 - 31 (17-13) | Wellington                                                                                                 | Waikato Stadium, Hamilton 25 000 spectateurs Arbitre : Bryce Lawrence |
| 21 octobre 2006 22h00 | Essai(s) : 4 Byron Kelleher (2), Richard Kahui, Brendon Leonard Transformation(s) : 4 David Hill Pénalité(s) : 3 David Hill | Rapport         | Essai(s) : 3 Ma'a Nonu (2), Tana Umaga Transformation(s) : 2 Jimmy Gopperth Pénalité(s) : 4 Jimmy Gopperth | Waikato Stadium, Hamilton 25 000 spectateurs Arbitre : Bryce Lawrence |
| 21 octobre 2006 22h00 | | Rapport         | | Waikato Stadium, Hamilton 25 000 spectateurs Arbitre : Bryce Lawrence |

| Waikato | Wellington |

| Waikato Titulaires Mils Muliaina 15 Sosene Anesi 14 Richard Kahui 13 David Hill 12 Sitiveni Sivivatu 11 Stephen Donald 10 Byron Kelleher 9 Sione Lauaki 8 Marty Holah 7 Steven Bates 6 Keith Robinson 5 Jono Gibbes 4 Nathan White 3 Tom Willis (en) 2 Craig West 1 Remplaçants Scott Linklater (en) 16 Aled de Malmanche 17 Toby Lynn (en) 18 Liam Messam 19 Brendon Leonard 20 Dwayne Sweeney (en) 21 Roy Kinikinilau 22 Entraîneur Warren Gatland |  | Wellington Titulaires 15 Shannon Paku 14 Ma'a Nonu 13 Conrad Smith 12 Tana Umaga 11 Cory Jane 10 Jimmy Gopperth 9 Piri Weepu 8 Rodney So'oialo 7 Ben Herring (en) 6 Jerry Collins 5 Luke Andrews 4 Ross Filipo 3 John Schwalger 2 Mahonri Schwalger 1 Joe McDonnell Remplaçants 16 Luke Mahoney 17 Anthony Perenise 18 Jeremy Thrush 19 Chris Masoe 20 Alby Mathewson 21 Miah Nikora (en) 22 Lome Fa'atau Entraîneur John Plumtree |

## Statistiques

### Meilleurs réalisateurs
| Rang | Joueur               | Club             | Poste                    | Points | Essais | Transf. | Pén. | Drop |
| ---- | -------------------- | ---------------- | ------------------------ | ------ | ------ | ------- | ---- | ---- |
| 1    | Jimmy Gopperth       | Wellington       | Demi d'ouverture         | 121    | 2      | 24      | 20   | 1    |
| 2    | Nick Evans           | Otago            | Demi d'ouverture         | 103    | 1      | 22      | 18   | 0    |
| 3    | Brent Ward (en)      | Auckland         | Arrière                  | 93     | 4      | 17      | 13   | 0    |
| 4    | David Hill           | Waikato          | Demi d'ouverture, centre | 88     | 0      | 26      | 12   | 0    |
| 5    | Blair Stewart        | Southland        | Demi d'ouverture         | 83     | 1      | 9       | 19   | 1    |
| 6    | David Holwell        | Northland        | Demi d'ouverture         | 79     | 3      | 11      | 14   | 0    |
| 7    | Cameron McIntyre     | Canterbury       | Demi d'ouverture         | 67     | 4      | 7       | 11   | 0    |
| 8    | Stephen Donald       | Waikato          | Demi d'ouverture         | 64     | 2      | 12      | 10   | 0    |
| 9    | Murray Williams (en) | Bay of Plenty    | Demi d'ouverture         | 60     | 2      | 10      | 10   | 0    |
| -    | Blair Feeney (en)    | Counties Manukau | Demi d'ouverture         | 60     | 1      | 11      | 11   | 0    |
| -    | Mike Delany          | Bay of Plenty    | Demi d'ouverture         | 60     | 0      | 9       | 14   | 0    |

### Meilleurs marqueurs
| Rang | Joueur               | Club             | Poste           | Essais |
| ---- | -------------------- | ---------------- | --------------- | ------ |
| 1    | Richard Kahui        | Waikato          | Centre, ailier  | 8      |
| 2    | Viliame Waqaseduadua | North Harbour    | Ailier          | 7      |
| -    | Sitiveni Sivivatu    | Waikato          | Ailier          | 7      |
| 4    | Liam Messam          | Waikato          | Troisième ligne | 6      |
| -    | Cory Jane            | Wellington       | Ailier          | 6      |
| -    | Peter Playford (en)  | Tasman           | Ailier          | 6      |
| 7    | Sosene Anesi         | Waikato          | Arrière, ailier | 5      |
| -    | Josh Blackie (en)    | Otago            | Troisième ligne | 5      |
| -    | Anthony Tuitavake    | North Harbour    | Centre          | 5      |
| -    | Lelia Masaga         | Counties Manukau | Ailier          | 5      |